# Dean Ing
Dean Charles Ing (* 17. Juni 1931 in Austin, Texas; † 21. Juli 2020 in Ashland, Oregon) war ein US-amerikanischer Science-Fiction- und Thriller-Autor.

## Leben und Karriere
Dean Ing war Luftfahrtingenieur bei der Luftwaffe der Vereinigten Staaten und Universitätsprofessor mit einem Doktortitel in Kommunikationswissenschaft. Ab 1977 war er hauptberuflicher Autor. Nach dem Tod des Science-Fiction-Autors Mack Reynolds im Jahr 1983 wurde Ing gebeten, mehrere seiner unfertigen Manuskripte zu vollenden. Ing lebte mit seiner Frau in Oregon.
In seinen Romanen beschreibt Ing oft sehr detailliert Überlebenstechniken. In seinem Roman Pulling Through widmete er dem Thema einen vergleichsweise langen Anhang. Zusätzlich zu seinen fiktiven Romanen schrieb Ing Artikel für das Survival-Magazin P.S. Letter, welches von Mel Tappan herausgegeben wird. Seine Ted-Quantrill-Reihe gilt aufgrund verschiedener Ähnlichkeiten des Settings als Hommage an Robert A. Heinleins Future History.

## Werke

### Romane

#### Ted-Quantrill-Reihe
- Systemic Shock (1981)
- Single Combat (1983)
- Wild Country (1985)

#### L-5-Community
- The Lagrangists (1983) mit Mack Reynolds
- Trojan Orbit (1985) mit Mack Reynolds

#### Einzelne Romane
- Soft Targets (1979)
- Anasazi (1980)
- Pulling Through (1983)
- The Other Time (1984) mit Mack Reynolds
- Home Sweet Home (1984) mit Mack Reynolds
- Eternity (1984) mit Mack Reynolds
- Mutual Assured Survival (1984) mit Jerry Pournelle
- Deathwish World (1986) mit Mack Reynolds
- Blood of Eagles (1986)
- The Big Lifters (1988)
- Chernobyl Syndrome (1988)
- The Ransom of Black Stealth One (1989)
- Cathouse (1988)
- Silent Thunder (1991)
- The Nemesis Mission (1991)
- Butcher Bird (1993)
- Spooker (1995)
- Skins of Dead Men (1998)
- Firefight Y2K (2000)
- Loose Cannon (2001)
- The Houses of the Kzinti (2002) mit Jerry Pournelle und S. M. Stirling
- The Rackham Files (2004)

### Sachbücher
- Mutual Assured Survival (1984) mit Jerry Pournelle
- The Future of Flight (1985) mit Leik Myrabo